# Hylaeus ogilviei
Hylaeus ogilviei är en biart som beskrevs av Cockerell 1936. Hylaeus ogilviei ingår i släktet citronbin, och familjen korttungebin. Inga underarter finns listade i Catalogue of Life.